# Belumhatu
Belumhatu (Bilumhatu) ist eine osttimoresische Aldeia im Suco Madabeno (Verwaltungsamt Laulara, Gemeinde Aileu). 2015 lebten in der Aldeia 480 Menschen.

## Geographie
Die Aldeia Belumhatu liegt im Südwesten des Sucos Madabeno. Östlich befindet sich die Aldeia Remapati und nordöstlich die Aldeia Desmanhata. Im Südosten grenzt Belumhatu an den Suco Aissirimou, im Südwesten an den Suco Seloi Craic und im Westen an den Suco Tohumeta. Durch den äußersten Osten von Belumhatu und entlang seiner Südgrenze führt die Überlandstraße von Aileu und Maubisse im Süden und der Landeshauptstadt Dili im Norden. An ihr liegen die Dörfer Belumhatu und Kotehu. Ein weiterer kleiner Weiler befindet sich nordwestlich von Kotehu.

## Politik
Bei den Kommunalwahlen in Osttimor 2009 wurde Egas Gomes Ribeiro zum Chefe de Aldeia gewählt. Die nächsten Wahlen fanden 2016 und 2023 statt.